# Lypha setifacies
Lypha setifacies är en tvåvingeart som först beskrevs av Reginald James West 1925.
Lypha setifacies ingår i släktet Lypha och familjen parasitflugor. Inga underarter finns listade i Catalogue of Life.